# 巴西银行
巴西银行（葡萄牙語：Banco do Brasil S.A.） 是一家位于巴西巴西利亚的金融机构。它是巴西历史最悠久的银行之一，也是世界上持续经营时间最长的银行之一，由葡萄牙国王约翰六世于1808年成立。巴西银行是巴西第二大银行，同时也是拉丁美洲第二大银行（仅次于伊塔乌联合银行），全球排名第七十七。巴西银行由巴西政府控股，并在圣保罗的巴西證券交易所上市。
在2016年年底，其市值被伊塔乌联合银行超越。值得注意的是，巴西中央银行（Banco Central do Brasil）并非巴西银行的同义词，而是指巴西的中央银行。
巴西银行的管理遵循国际标准银行惯例（巴塞尔协定）。自2000年以来，它一直是巴西四大利润最丰厚的银行之一，并且在零售银行领域具有强大的领导地位。

## 外部連結
- 维基共享资源上的相關多媒體資源：巴西银行
- Banco do Brasil website （葡萄牙文）
- Banco do Brasil information （英文）